# Die Schachwoche

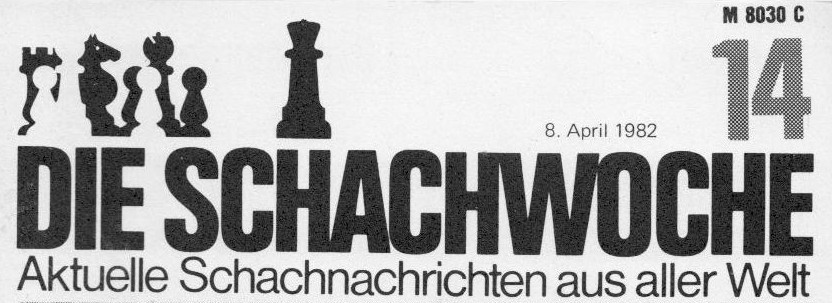
Kopf der Schachwoche 1982, Heft 14

Die Schachwoche war eine von der Schachagentur Caissa AG in Sarmenstorf im Kanton Aargau herausgegebene Schweizer Schachzeitschrift und die einzige weltweit, die wöchentlich erschien. Damit konnte zeitnah von aktuellen Schachereignissen berichtet werden.
1980 wurde sie von Yves Kraushaar und Werner Widmer unter dem Namen Chess-Press gegründet.  Redakteure der Zeitschrift waren Widmer (Chefredakteur), Heinz Wirthensohn und Peter Bolt (1949–2016) (Verlagsvertretung Deutschland). Im November 1981 nannte sie sich um in Die Schachwoche. 2002 gingen die Abonnements massiv zurück, ebenso die Inserate. Die „schlechte Zahlungsmoral vieler Leser“ brachte einen Verlust von 40'000 Franken. Die letzte Ausgabe erschien im Mai 2003. Durch die Verbreitung des Internets verlor sie ihren Vorteil der Aktualität.